# 313년

## 연호
- 서진(西晉) 영가(永嘉) 7년 / 건흥(建興) 원년
- 성한(成漢) 옥형(玉衡) 3년
- 전조(前趙) 가평(嘉平) 3년

## 기년
- 서진(西晉) 회제(懷帝) 7년 / 민제(愍帝) 원년
- 신라(新羅) 흘해 이사금(訖解泥師今) 4년
- 고구려(高句麗) 미천왕(美川王) 14년
- 백제(百濟) 비류왕(比流王) 10년

## 사건
- 제정 로마의 황제 콘스탄티누스 1세가 밀라노 칙령을 공표, 기독교를 공인하였다.
- 고구려 미천왕이 한반도에 남은 최후의 한사군인 낙랑군을 멸망시켜 중국 세력을 한반도에서 축출하였다.

## 탄생
- 3월 14일 - 진 회제: 서진 3대 황제